# Amanat Ali Khan

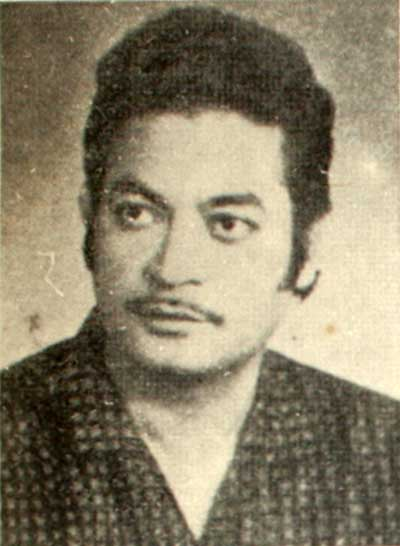
Amanat Ali Khan

Amanat Ali Khan (* 1922 in Hoshiarpur, Indien; † 18. September 1974 in Lahore) war ein pakistanischer Sänger und Komponist indischer Herkunft.

## Leben
Amanat Ali Khan entstammte einer Musikerfamilie. Sein Urgroßvater Mian Kallu, sein Großvater Ali Baksh Jarnail Khan und sein Vater Akhtar Hussain Khan waren ebenso klassische Sänger wie seine Geschwister Bade Fateh Ali Khan und Hamid Ali Khan. Er wurde von seinem Vater unterrichtet und trat bereits Mitte der 1930er Jahre im Duo mit seinem jüngeren Bruder Fateh Ali Khan am Hof Yadavinder Singhs, des Maharajas von Patialsa, auf. Beide sangen im Stil der Patiala Gharana und hatten ihren ersten Auftritt vor einem großen Publikum bei einem 1945 von Jeevanlal Matoo veranstalteten Konzert. Nach der Teilung Indiens 1947 wanderte Amanat Ali Khan nach Pakistan aus.
Berühmt wurden die Brüder durch ihren Auftritt bei der All Bengal Music Conference 1949 in Kalkutta. Als Vertreter der Patiala Gharana unternahmen sie danach eine ausgedehnte Konzerttournee durch Südasien. In den 1950er und 1960er Jahren nahm Amanat Ali Khan neben seinen Konzertauftritten verschiedene Titel für die Pakistan Television Corporation und Radio Pakistan auf und arbeitete mit Sängern wie Mehdi Hassan und Ahmed Rushdi zusammen. Neben klassischen Thumris und Ghazalen sang er auch die patriotischen Songs Chand Meri Zameen Phool Mera Watan und Aye Watan Pyare Watan.
In den 1970er Jahren wandte es sich der Komposition zu und vertonte u. a. Ibne Inshas Gedicht Insha Ji Utho. Mit diesem Ghazal hatte er nach der Erstaufführung bei Pakistan Television im Januar 1974 den größten Erfolg in seiner Laufbahn als Sänger. Im September des gleichen Jahres starb er an den Folgen eines Blinddarmdurchbruchs. Die Tradition der Familie als Sänger setzten seine Söhne Amjad Amanat Ali Khan, Asad Amanat Ali Khan und Shafqat Amanat Ali Khan fort.